# Ибанда, Патрик
Патри́к Гийо́м Ибанда́ (фр. Patrick Guillaume Ibanda; 5 сентября 1978, Дуала, Камерун) — камерунский футболист, полузащитник.

## Биография
Выступал за клубы: «Юнион Дуала», «Шутинг Старз», «Мамелоди Сандаунз» и «Хапоэль Ирони» из города Ришон-ле-Цион. В июле 2001 года перешёл в «Ворсклу», где играл на позиции центрального полузащитника. В июле 2002 года был приобретён «Арсеналом» из Киева. В июле 2006 года перешёл в луганскую «Зарю», где отыграл один сезон, провёл 22 матча. В августе 2007 года был на просмотре в английском «Кристал Пэлас», куда его пригласил Питер Тэйлор. Но в итоге подписал контракт с «Кривбассом», провёл там всего 5 матчей. Зимой 2009 года получил статус свободного агента.
В феврале 2009 года был на просмотре в «Шахтёре» из Караганды. В конце мая 2009 года прибыл на просмотр в клуб Первой лиги Украины «Феникс-Ильичёвец», но контракт с командой не подписал. Весной 2012 года выступал за любительский клуб Буча, который выступает в чемпионате Киевской области.
Летом 2012 года подписал контракт с новозеландским клубом «Грант Брейс АФК», в июле 2013 года, перешёл в клуб Премьер-лиги Новой Зеландии «Саузерн Юнайтед». В новой команде взял 16 номер.
Выступал за юниорские сборные Камеруна, был кандидатом в национальную сборную Камеруна.